# Šándorky
Šándorky jsou chráněný areál v katastrálním území Opatová obce Nová Dedina v okrese Levice v Nitranském kraji na Slovensku. Území bylo vyhlášeno v roce 2010 a jeho rozloha je 3,11 hektaru. Předmětem jsou biotopy suchomilných společenstev na vápnitém podloží s výskytem vstavačovitých rostlin. Na lokalitě rostou koniklec velkokvětý (Pulsatilla grandis) nebo hadinec červený (Echium maculatum).